# Diplopterygium maximum
Diplopterygium maximum là một loài dương xỉ trong họ Gleicheniaceae. Loài này được Ching & H.S.Kung mô tả khoa học đầu tiên năm 1988.
Danh pháp khoa học của loài này chưa được làm sáng tỏ. 